# Ömer Faruk Harman
Ömer Faruk Harman (* 1950 in Söğüt; † 4. März 2021) war ein türkischer Theologe mit Fokus auf Geschichte der Weltreligionen.

## Leben
Harman absolvierte zunächst die İmam-Hatip-Schule in Istanbul und anschließend das Gymnasium. Er studierte am Islamischen Institut Istanbul, welches sich später zur Fakultät der Theologie wandelte. Im Jahr 1973 beendete er sein Studium der Soziologie an der Universität Istanbul. Später unterrichtete er an der Marmara-Universität. Er promovierte und wurde im Jahr 1988 Doçent und sechs Jahre später Professor. Im Jahr 2005 wurde er Attaché für Religionsangelegenheit an der türkischen Botschaft in Paris. Seit 2009 war er wieder an der Fakultät für Theologie an der Marmara-Universität tätig. Im Januar 2017 trat er in den Ruhestand.
Er galt in der Türkei als einer der wichtigsten Experten in Sachen Judentum und Christentum und nahm auch an interreligiösen Dialogtreffen mit der römisch-katholischen Kirche teil.
Harman sprach neben Türkisch fließend Französisch.